# 10137 Thucydides
10137 Thucydides (1993 PV6) là một tiểu hành tinh vành đai chính được phát hiện ngày 15 tháng 8 năm 1993 bởi E. W. Elst ở Caussols. Nó được đặt theo tên của nhà sử học Hy Lạp Thucydides